# Dieter Thomas Kuhn

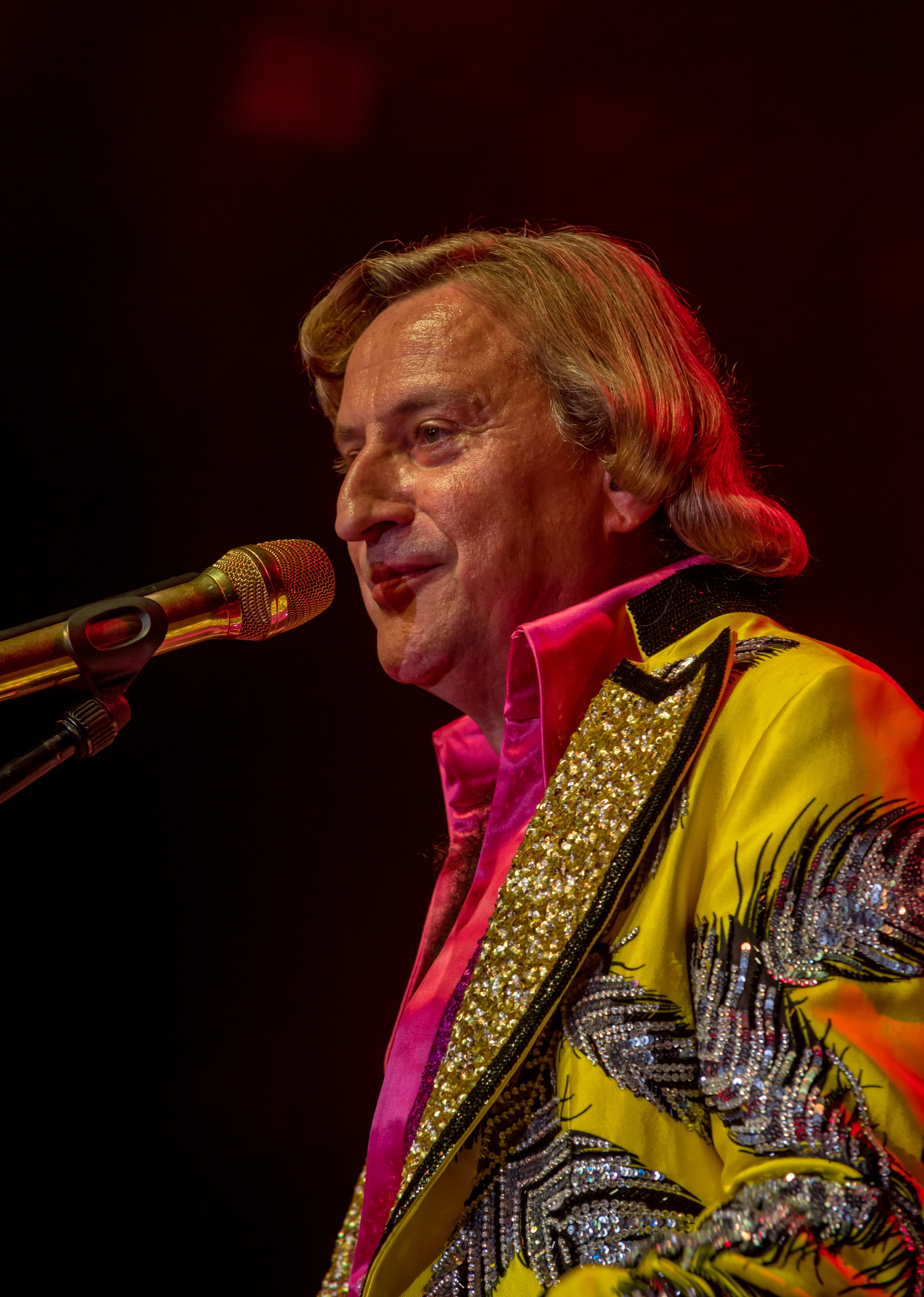
Dieter Thomas Kuhn 2017 beim Zelt Musik Festival in Freiburg

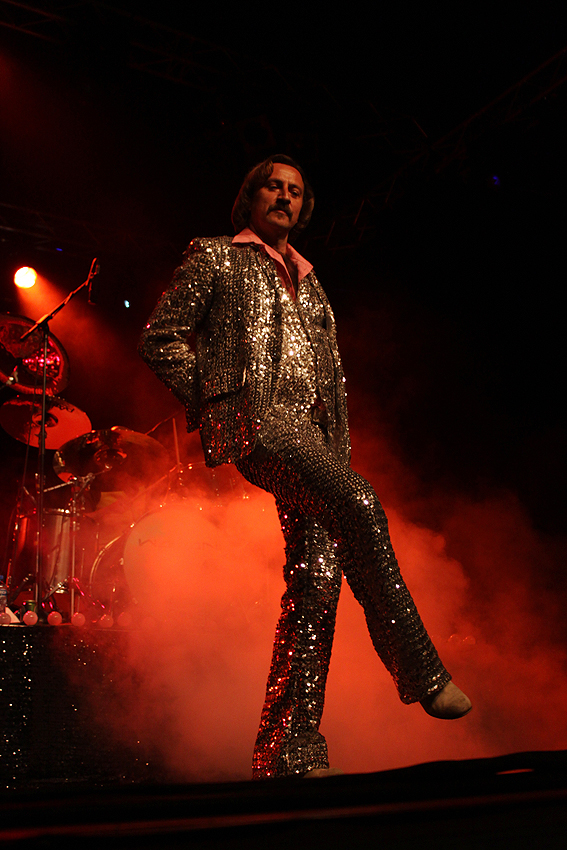
Dieter Thomas Kuhn auf dem Festival Paaspop 2011, Schijndel/Niederlande

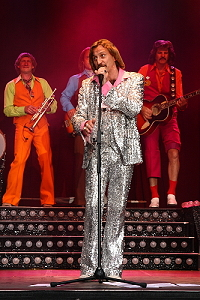
Dieter Thomas Kuhn, Konzert Schlosspark Meersburg 2010

Dieter Thomas Kuhn (* 7. Januar 1965 in Tübingen; bürgerlich Thomas Kuhn) ist ein deutscher Musiker. Populär wurde er als erfolgreicher Vertreter des Schlager-Revivals der 1990er Jahre.

## Karriere
Kuhn und seine Band, genannt Kapelle, begannen 1994 deutsche Schlager der 1970er Jahre zu covern. Anfangs reiste er durch kleine Clubs, am damals offiziell erklärten Ende seiner Schlagerkarriere 1999 spielte er bei großen Open-Air-Konzerten zum Teil vor 15.000 Zuschauern.
Dieter Thomas Kuhn & Band verhalfen dem deutschen Schlager zu einem gewissen Stellenwert und zu einer Beachtung weit über die Landesgrenzen hinaus. Sie gewannen 1998 den Echo.
1996 war er neben Esther Schweins Hauptdarsteller in der Filmkomödie Der Trip – Die nackte Gitarre 0,5. Dieser Versuch einer Satire auf die Hippie-Flower-Power-Generation und die Schlager der 1970er Jahre war ein Flop und wurde im Lexikon des Internationalen Films zu den „schlechtesten deutschen Filmen des Jahres“ gezählt.
Am 1. Oktober 1999 gab Kuhn sein Abschiedskonzert in der Stuttgarter Schleyerhalle, um sich anschließend musikalisch neu zu orientieren. Seine Heimatstadt Tübingen dankte ihrem bekannten Sohn dessen Erfolge mit der Dieter Thomas Kuhn & Band-Ausstellung DankeFöhn im Stadtmuseum vom 12. Februar bis 2. April 2000.
Versuche, mit Deutsch-Pop (Kuhn Null/Eins) erfolgreich zu werden, scheiterten allerdings ebenso wie das 2002 begonnene Projekt der Dreigroschenoper, das der Suhrkamp Verlag wegen Nichteinhaltung der Werktreue stoppte.
Am 9. Dezember 2004 startete Kuhn sein Comeback in der Hamburger Markthalle mit seinem alten Schlager-Repertoire; es folgten insgesamt sieben Konzerte bis in den Spätsommer 2005. Sie waren zumeist innerhalb weniger Stunden ausverkauft.
Fanaufrufe hielten Kuhn & Band an weiterzumachen. Die 1999 erschienene Live-VHS-Kassette wurde überarbeitet und zum Comeback als DVD veröffentlicht. Im Dezember 2004 veröffentlichte Kuhn die Solo-CD Lieblingsweihnachtslieder. Im April 2006 folgte das Schlageralbum Einmal um die ganze Welt. Auch diesem Album gelang wie seinen Vorgängern der Sprung in die TOP 100 der deutschen Longplay-Charts. Es folgte die Welttournee 2006 – Einmal um die ganze Welt.
Am 8. Juli 2006 sang Kuhn nach dem kleinen Finale (Spiel um Platz drei) der Fußball-WM 2006 auf dem FIFA-Fan-Fest vor 80.000 Fans auf dem Stuttgarter Schloßplatz. Ebenso feierte Kuhn am 27. Mai 2007 mit dem VfB Stuttgart den Meistertitel und Vize-Pokalsieg auf dem Cannstatter Wasen.
Nach dem Ende des langjährigen Plattenvertrages (WEA, Warner Music) veröffentlichten Dieter Thomas Kuhn & Band zum Start der Tournee am 1. Juni 2007 ihr erstes Album unter dem Label ihres Managements (VEP – Vaddis eigene Plattenfirma). Das Album Musik ist Trumpf stieg auf Platz 31 der Charts und läutete die weiteren Tourneen Musik ist Trumpf 2007 und Musik ist Trumpf 2008 ein.
Ab 8. April 2009 tourten Dieter Thomas Kuhn & seine Kapelle erneut durch Deutschland, Österreich und die Schweiz. Dem ersten Konzert in Salzburg folgten Wien und weitere Termine in ganz Deutschland. Im Juni 2009 erschien das Album Schalala, mit dem Dieter Thomas Kuhn & Band wiederum eine Top-50-Chartplatzierung schafften.
Am 4. Dezember 2009 erschien eine Live-DVD, unter anderem mit einem Mitschnitt des Konzerts im Jahr 2009 in der Berliner Waldbühne sowie weiteren Höhepunkten der Schalala-Tour 2009.
Im April 2010 wurde Kuhn Sponsor der Fußballmannschaft seines Heimatvereins TSG Tübingen. Gemeinsam drehten sie ein Video zur Neuaufnahme des Fußballliedklassikers Gute Freunde kann niemand trennen von Franz Beckenbauer.
Während der Corona-Pandemie engagierte sich Dieter Thomas Kuhn im Jahr 2020 gemeinsam mit seinem Bandkollegen Philipp Feldtkeller in seiner Heimatstadt als ehrenamtlicher Helfer bei den Schnelltest-Aktionen der Tübinger Notärztin und Pandemiebeauftragten Lisa Federle. Im Sommer 2023 ging er auf eine Open-Air-Tour unter dem Titel Hello Again! Viel zu lang war die Zeit. Nach drei Jahren Pause nahm er Ende Dezember das Programm Songs from Above – The Grave Chapel Radio Show wieder auf, eine Rock-Show als Gedenkveranstaltung für verstorbene Musiker, von Lou Reed über Meat Loaf, Rio Reiser, Whitney Houston, Leonard Cohen und David Bowie bis hin zu Tina Turner.

## Diskografie
Alben (CDs)
- Lieder meines Lebens, 1994 (Dieter Thomas Kuhn & Band)
- Mein Leben für die Musik, 1995 (Dieter Thomas Kuhn & Band, DE: Gold)
- Gold, 1997 (Dieter Thomas Kuhn & Band)
- Wer Liebe Sucht, 1998 (Dieter Thomas Kuhn & Band)
- Leidenschaft, Lust & Liebe, 1999 (Dieter Thomas Kuhn & Band)
- Kuhn Null/Eins, 2001 (Kuhn)
- Lieblingsweihnachtslieder, 2004 (Dieter Thomas Kuhn)
- Einmal um die ganze Welt, 2006 (Dieter Thomas Kuhn & Band)
- Musik ist Trumpf, 2007 (Dieter Thomas Kuhn & Band)
- Schalala, 12. Juni 2009 (Dieter Thomas Kuhn & Band)
- Hier ist das Leben, 29. Juni 2012 (Dieter Thomas Kuhn & Band)
- Im Auftrag der Liebe (Live-Doppel-CD), 11. Dezember 2015 (Dieter Thomas Kuhn & Band)

Alben (LPs-Vinyl)
- Hier ist das Leben, 29. Juni 2012 (Dieter Thomas Kuhn & Band) - Picture-Disc Vinyl-LP

Singles
- Es war Sommer, 2. Juni 1995
- Eine neue Liebe ist wie ein neues Leben, 5. Januar 1996
- Über den Wolken, 31. Januar 1997
- Ich sprenge alle Ketten, 29. September 1997
- Sag mir Quando, 20. Juli 1998
- Willst Du mit mir gehn, 15. März 1999
- Der Tag (KUHN Null/Eins), 10. September 2001
- Hey! Amigo Charly Brown, 28. Dezember 2007
- Night Fever, 8. Juni 2012 (ausschließlich als online/download-Single erhältlich)

Videoalben
- Meilen, Mädchen, Melodien, VHS, 1999
- Meilen, Mädchen, Melodien, DVD, 2004
- Live in Berlin, DVD, 2009

## Filmografie
- 1995: Georgia
- 1996: Der Trip – Die nackte Gitarre 0,5